# Szemhéjas gekkók

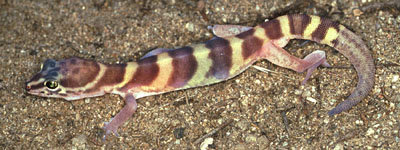
Kaliforniai karmosgekkó (Coleonyx variegatus)

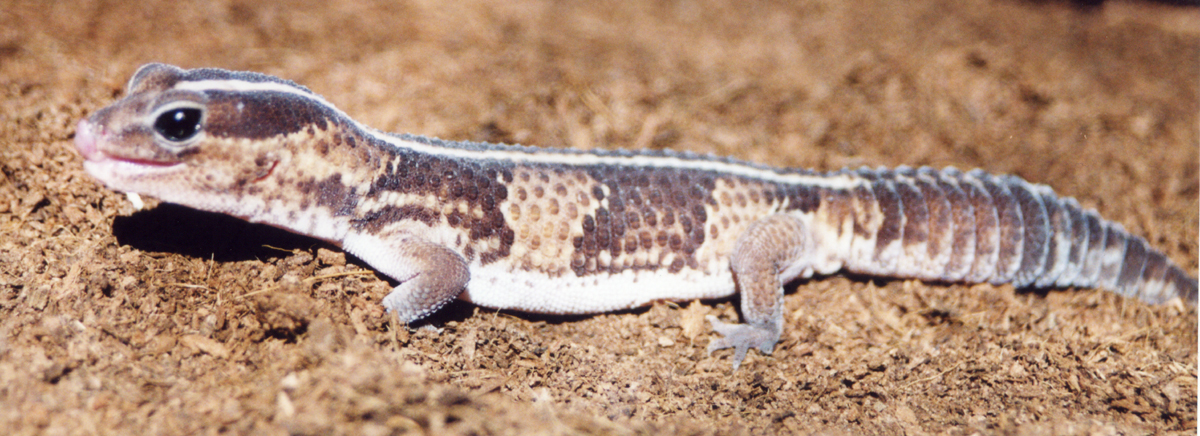
Afrikai zsírfarkú gekkó (Hemitheconyx caudicinctus)

A szemhéjas gekkók vagy karmos gekkók (Eublepharinae) a hüllők (Reptilia) osztályába a  pikkelyes hüllők (Squamata) rendjébe a gekkóalakúak (Gekkota) alrendjébe és a gekkófélék (Gekkonidae) családjába tartozó alcsalád. 5 nem és 20 faj tartozik az alcsaládba.
Egyes rendszerek önálló családként sorolják be Eublepharidae néven.
Nevüket onnan kapták, hogy csak az ide sorolt gekkók rendelkeznek rendes szemhéjjal, amivel pislogni is tudnak. A másik nevük a karmos gekkók, de több más alcsaládhoz tartozó gekkó is visel karmot.

## Rendszerezés
Az alcsaládba az alábbi nemek és fajok tartoznak:
- Coleonyx (Gray, 1845) – 7 faj
  - texasi karmosgekkó (Coleonyx brevis)
  - yucatani karmosgekkó (Coleonyx elegans)
  - feketeörves karmosgekkó (Coleonyx fasciatus)
  - közép-amerikai sávosgekkó (Coleonyx mitratus)
  - hálózatos karmosgekkó (Coleonyx reticulatus)
  - csupaszlábú karmosgekkó (Coleonyx switaki)
  - kaliforniai karmosgekkó (Coleonyx variegatus)

- Eublepharis (Gray, 1827) – 4 faj
  - iráni zsírosfarkú gekkó (Eublepharis angramainyu)
  - nyugat-indiai zsírosfarkú gekkó (Eublepharis fuscus)
  - kelet-indiai zsírosfarkú gekkó (Eublepharis hardwickii)
  - leopárdgekkó (Eublepharis macularius)
  - türkmén zsírosfarkú gekkó (Eublepharis turcmenicus)

- Goniurosaurus (Grismer, Viets & Boyle, 1999 – 10 faj
- luii csoport
  - vietnami zsírosfarkú gekkó (Goniurosaurus araneus)
  - Goniurosaurus bawanglingensis
  - kínai zsírosfarkú gekkó (Goniurosaurus luii)
- lichtenfelderi csoport 
  - hajnani zsírosfarkú gekkó (Goniurosaurus hainanensis)
    - Lichtenfelder-zsírosfarkú gekkó (Goniurosaurus lichtenfelderi)
- kuroiwae csoport
  - Okinawa zsírosfarkú gekkó (Goniurosaurus kuriowae)
  - Tokashiki zsírosfarkú gekkó (Goniurosaurus orientalis)
  - Tokunoshima zsírosfarkú gekkó (Goniurosaurus splendens)
  - Iheya zsírosfarkú gekkó (Goniurosaurus toyamai)
  - Kume zsírosfarkú gekkó (Goniurosaurus yamashinae)

- Hemitheconyx (Stejneger, 1893) – 2 faj
  - afrikai zsírfarkú gekkó (Hemitheconyx caudicinctus)
  - Taylor-zsírosfarkú gekkó (Hemitheconyx taylori)

- Holodactylus (Boettger, 1893) – 2 faj
  - tanzániai karmosgekkó (Holodactylus africanus)
  - szomáliai karmosgekkó (Holodactylus cornii)